# Hydrate de chloral
L'hydrate de chloral est le trichloracétaldéhyde monohydrate. Cette molécule peut produire un cocristal et est polymorphe (plusieurs formes peuvent en être synthétisées (forme α et forme β))
Sa molécule d'eau, en fait, réagit et forme le diol géminal CCl3CH(OH)2 comme le reflète son nom IUPAC, 2,2,2-trichloroéthane-1,1-diol.
C'est l'un des plus anciens médicaments hypnotiques synthétique produit (dès 1832 par Justus von Liebig) et délivré par voie orale.
Il est utilisé comme réactif chimique dans certaines réactions ou pour certaines observations faites au microscope (où dans le « réactif de Melzer » il sert d'agent « éclaircissant et regonflant » en lichénologie), par exemple, pour l'étude des exsiccata.
C'est aussi un sous-produit issu de l'utilisation de chlore pour la désinfection de l'eau (couramment trouvés dans l'eau désinfectée (avec les monochloramines), et qui une fois formé peut subir divers processus de transformation, dont dans le réseau de distribution d'eau potable et dans les piscines. C'est enfin aussi l'un des métabolites possibles du trichloréthylène introduit par l'industrie dans l'environnement.

## Cinétique et stabilité environnementale
C'est un composé relativement stable dans l'air ambiant (demi-vie : ~ 7 j pour 20 ug/L) à pH (7) et la température (20 °C). Toutefois, son taux d'élimination par hydrolyse augmente fortement avec le pH (quand on passe de 7 à 12) et selon la température (de 20 à 60 °C) ou en diminuant la concentration initiale en hydrate de chloral (10 mg/L à 20 g/L). Selon les conditions de température, pH, etc, la vitesse ou le taux de dégradation varient de 5 ordres de grandeurs, mais la présence de chlorure, de nitrate, de mono chloramine ou de chlore libre n'accélèrent pas sa dégradation, alors qu'il se dégrade vite en condition d'hydrolyse alcaline, en donnant alors comme sous-produits d'hydrolyse du chloroforme et de l'acide formique ainsi que quelques chlorure, ce qui confirme que la décarburation est une voie physicochimique dominante de dégradation, et que la déshalogénation est une réaction coexistant notable.
En tant que résidu de médicament, mais surtout comme sous-produit de chloration de l'eau, il peut être retrouvé dans l'eau, l'air et les sols.

## Effets biologiques sur l'homme
Chez l'homme, ce produit est connu et utilisé pour ses effets sédatifs (notamment utilisé en dentisterie) et chez les enfants comme sédatif et hypnotique. Ses propriétés anesthésiques furent découvertes par le pharmacologue berlinois Otto Liebreich, en 1869, sur la base d'une théorie (qui s'avéra erronée) selon laquelle l'hydrate de chloral devait être catabolisé en chloroforme après ingestion.

## Effets nocifs
Selon des tests effectués dans les années 1870 dans un asile sur des criminels par le Dr Andrews, rapportés par Carlos F MacDonald MD, directeur de l'Asile d’État pour criminels fous d'Auburn à New York, ce produit augmente la tension artérielle tout en ralentissant les pulsations cardiaques. Un rapport sur le "chloral" a été présenté à l'association des superintendants d'asiles pour fous, lors de leur rencontre de 1877 à St Louis.
Potentiel carcinogène : en 1990, les résultats d’études publiés par le journal Science et suggérant une possible cancérogénicité de ce produit et invitant à utiliser par précaution d’autres sédatifs chez l’enfant a suscité des préoccupations chez les médecins, les dentistes et certains patients, car c’est l’un des produits les plus utilisés pour calmer les jeunes enfants devant subir des interventions dentaires ou médicales, ou lors d’études d'imagerie nécessitant qu’ils ne bougent pas ou qu'ils soient endormis. Une nouvelle prise en compte du rapport bénéfice / risque doit être faite.
L’hypothèse que ce produit pourrait être carcinogène a été publiée après observation d’adénomes et de carcinomes du foie chez des souris de laboratoires (souris mâles B6C3F1), 48 à 92 semaines après avoir été oralement exposées à ce produit ; et elle est en partie suggérée par le fait que l'hydrate de chloral est un métabolite réactif du trichloréthylène, solvant industriel connu pour être cancérogène. Mais il existe selon Keller des indices ou preuves que la cancérogénicité du trichloroéthylène est induite par un métabolite époxyde intermédiaire réactif plutôt qu’à l’hydrate lui-même,. Le « Committee on Drugs and Committee on Environmental Health » de  l’Académie américaine des sciences notait en 1993 que comme souvent pour les produits chimiques cancérogènes, la cancérogénicité du trichloroéthylène est manifeste pour le modèle animal en laboratoire, mais plus difficile à établir dans les études épidémiologiques chez l'homme, qui ont échoué à prouver un lien direct entre augmentation du risque de cancer et exposition au trichloréthylène, 5-10, tout en admettant que la capacité de ces études à détecter de petites augmentations du risque de cancer est limitée. Au début des années 1990, il n'y a pas d'études prouvant une cancérogénicité de l’hydrate de chloral chez l'homme.
En 1993, l'Académie américaine des sciences considérait qu'un usage répétitif de ce produit pose problème en raison de l'accumulation de ses métabolites (trichloroéthanol et acide trichloroacétique) qui peut avoir un effet excessif de dépression de l'activité du système nerveux, qui prédispose les nouveau-nés à une hyperbilirubinémie (conjugué et non-conjugué), à une diminution du taux d'albumine liée à la bilirubine, et pouvant contribuer à une acidose métabolique. 
L'académie américaine a jugé ne pas disposer cependant de données disponibles suffisantes pour mesurer le coût-bénéfice de ce médicament sédatif par rapport à ses alternatives, estimant aussi qu'un passage trop brutal des médecins et dentistes à un sédatif de l'enfant  avec lequel ils seraient moins familiers et pour lequel les données et études pharmacologiques manquent également pourrait aussi être source de risque immédiat, risque peut être plus élevé que celui encore « théorique » de cancérogenèse établi pour l'hydrate de chloral. Les auteurs ont alors estimé que de nouvelles études toxicologiques et épidémiologiques, bien conçues et adaptées aux  nourrissons et aux enfants doivent être menées pour apporter les informations nécessaires à une bonne évaluation des risques et bénéfices de ce médicament pédiatrique.
Après 75 ans d'utilisation, très peu de rapports d'effets allergiques indésirables ont été rapportés, mais quelques auteurs en signalent, tout en les considérant comme rares.
Un enfant ayant ingéré un stimulant mis sous sédation par de l'hydrate de chloral afin de traiter son agitation a déclaré une arythmie cardiaque. les auteurs concluent que l'hydrate de chloral est contre-indiqué pour des patients en situation d'overdose ou sous stimulants.
On a montré chez des volontaires humains, que biotransformé en dichloroacétate, il interfère avec la tyrosine (acide α-aminé notamment important pour le bon fonctionnement de la glande thyroïde et du système thyroïdien) et avec le catabolisme enzymatique.

## Effets sur l'animal de laboratoire
Métabolisation : Une étude comparative des effets de l'hydrate de chloral et du Trichloroéthanol sur le métabolisme énergétique cérébral a été faite d'après le modèle animal (rat de laboratoire, cerveau isolé de rat) ; Après une période de perfusion de 30 minutes substrat, les métabolites cérébraux ont été analysés. Un peu plus de 10 % de l'hydrate de chloral présent dans le cerveau isolé et dans le milieu de perfusion avait été réduit en Trichloroéthanol. Chez les animaux intacts 70 % de l'hydrate de chloral était transformé. L'hydrate de chloral et le Trichloroéthanol ont tous deux conduits à une accumulation de P-créatine, sans changement du rapport lactate / pyruvate, avec augmentation du taux de glucose et  diminution du taux de glucose-6-P dans le cerveau isolé. L'élévation du taux de glucose dans le cerveau était prononcée après injection de Trichloroéthanol qu'après injection d'hydrate de chloral. Les auteurs concluent à une inhibition de l'activité de l'hexokinase dans le cerveau.
On a montré en 1960 le rôle de la déshydrogénase dans la métabolisation de cette molécule
Une étude a comparé la toxicité sur le rat de plusieurs anesthésiques injectables « largement utilisé chez les rongeurs de laboratoire » malgré la « rareté des données scientifiques concernant la douleur et la détresse durant et après la chirurgie stéréotaxique » pratiquée sur ces animaux, alors même que l'on sait que les protocoles d'anesthésie optimales ont un « fort impact sur la qualité des données dérivées ». L'effet de l'hydrate de chloral (430 mg/kg à 3,6 %) a été étudié sur divers paramètres physiologiques, biochimiques et comportementaux (avant, pendant, après la chirurgie) : même faiblement concentré, il a conduit à une péritonite et à des nécroses multilocalisées du foie, à une augmentation de production d'hormones de stress et à une perte de poids corporel. Les auteurs concluent que « la toxicité systémique prononcée de l'hydrate de chloral interroge fortement son utilisation ultérieure pour l'anesthésie de rongeurs ».

## Effets écotoxicologiques

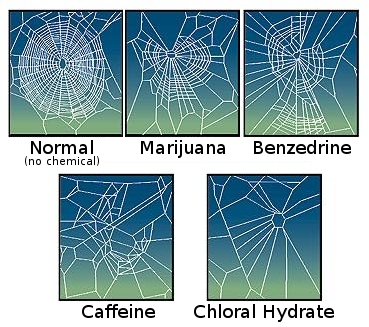
Les araignées préalablement exposées à cette molécule construisent des toiles fortement anormales, phénomène également constaté pour l'exposition à la caféine et à plusieurs substances psychoactives.

Cette molécule étant présente dans l'environnement, notamment à la suite de la chloration de l'eau, des enjeux écotoxicologiques existent. Il ne semble cependant pas y avoir eu à ce jour beaucoup d'études publiées à ce sujet. Une étude de 2016 mit en évidence des effets embryotoxiques (malformation des embryons) sur les œufs et larves de Drosophila melanogaster exposés à différentes concentrations (0,1; 0,3; 0,5 et 1 mg/ml). Lors de ces expériences, une toxicité maternelle fut aussi observée (mort de nombreuses femelles).

Les araignées exposées à cette substance produisent des toiles anormales. 